# Herta Glaz
Herta Glaz, ursprünglich Hertha Glatz (* 16. September 1910 in Wien; † 28. Januar 2006 in Hamden, Connecticut) war eine aus Österreich stammende US-amerikanische Opernsängerin der Stimmlage Kontra-Alt.

## Leben
Als kleines Mädchen lernte Hertha Glatz zuerst das Klavierspiel, bis ihre Stimme entdeckt wurde. Sie nahm vier Jahre lang Gesangsunterricht bei der vormaligen Hofopernsängerin Rosa Papier an der Wiener  Musikakademie und ging später ans Mozarteum in Salzburg. Dort studierte sie Brangäne und Fricka unter Anleitung von Anna von Mildenburg. Mit noch nicht ganz 19 Jahren sang sie erstmals öffentlich – bei einem von Erich Wolfgang Korngold dirigierten Konzert in Bad Ischl. Ihr erstes Festengagement trat sie wenig später am Opernhaus von Breslau an, damals geleitet von Intendant Georg Hartmann. Sie debütierte als Erda in Wagners Das Rheingold und blieb zwei Spielzeiten an diesem Haus.
Zurück in Wien sang sie bei Otto Klemperer für dessen Così-fan-tutte-Projekt mit der Salzburg Opera Guild vor und wurde als Dorabella angenommen. Freilich wurde Klemperer überraschend nach Los Angeles verpflichtet und Alberto Erede übernahm die Einstudierung. Die junge Truppe, geleitet von Paul Csonka, ihrem damaligen Ehemann, präsentierte sich zuerst in Wien, dann in Interlaken und schließlich in Salzburg während der Festspielzeit. Parallel dazu wurde sie nach Glyndebourne, Prag, Kiew, Moskau und Amsterdam für Opern, Konzerte und Radioaufnahmen eingeladen. Auch in Wien trat sie in mehreren Konzerten auf, unter anderem mit den Gurre-Lieder, dirigiert von Otto Klemperer. Sie sang damals häufig Lieder zeitgenössische Komponisten, Berg, Schönberg, Krenek, Bartok, aber auch Franz Schubert und Gustav Mahler.
Mit der Salzburg Opera Guild tourte sie schließlich zur Jahreswende 1937/38 durch die Vereinigten Staaten und Kanada, organisiert vom Impressario Sol Hurok. Die letzte Vorstellung war am 13. März 1938 in New York angesetzt, dem Tag der Annexion Österreichs durch Hitler-Deutschland. Sie beschloss, in den USA zu bleiben, musste jedoch ausreisen um von Kuba aus einen neuen Aufenthaltstitel zu beantragen. Im Herbst 1938 debütierte sie an der Oper von Chicago, als Brangäne. Es folgten Verpflichtungen in Los Angeles und San Francisco, 1940 konnte sie mit einem der letzten Konvois ihre Eltern von Großbritannien in die USA holen. 1943 wurde sie US-amerikanische Staatsbürgerin. An der New Yorker Metropolitan Opera stand sie zwischen 1942 und 1956 bei 300 Aufführungen auf der Bühne, beispielsweise als Amneris in Aida, Annina im Rosenkavalier und als Mary im Fliegenden Holländer. Herta Glaz unterrichtete seit 1956 an der Manhattan School of Music sowie in New Haven, Connecticut. Dort gründete sie die New Haven Opera Society.
Herta Glaz war dreimal verheiratet, in erster Ehe mit dem Dirigenten Joseph Rosenstock (1895–1985), in zweiter Ehe mit dem Komponisten und Dirigenten Paul Csonka (1905–1995) und ab 1955 in dritter Ehe mit Frederick Redlich (1910–2004), einem Psychologie-Professor der Yale University. 1977 übersiedelte sie mit ihrem dritten Ehemann nach Kalifornien, weil dieser als Dekan an die University of California, Los Angeles berufen wurde. Sie selbst unterrichtete bis 1994 an der University of Southern California.

## Interviews
- Interview with Herta Glaz by Bruce Duffie, February 7, 1988 (englisch)
- Harald von Troschke Archiv, entstanden in Los Angeles